# Valleroy-le-Sec
Valleroy-le-Sec település Franciaországban, Vosges megyében. Lakosainak száma 186 fő (2022. január 1.). Valleroy-le-Sec Haréville, Monthureux-le-Sec, Thuillières és Vittel községekkel határos.

## Népesség
A település népessége az elmúlt években az alábbi módon változott:
| Lakosok száma | 163  | 175  | 178  | 167  | 172  | 178  | 183  | 183  | 186  |
|               | 2013 | 2015 | 2016 | 2017 | 2018 | 2019 | 2020 | 2021 | 2022 |